# Scott R. Beal
Scott R. Beal, nome completo Scott Rathbone Beal (Quinnesec, 14 aprile 1890 – Los Angeles, 10 luglio 1973), è stato un attore e regista statunitense che, nel 1934, vinse l'Oscar alla migliore aiuto regia.

## Biografia
Figlio del regista Frank Beal e dell'attrice Louise Lester, Scott R. Beal nacque a Quinnesec, nel Michigan. Cominciò la sua carriera come attore teatrale per poi trasferirsi in California, dove trovò lavoro nell'industria cinematografica. Come attore, apparve in circa una ventina di film, tra corti e lungometraggi; diresse alcuni film e lavorò anche nella produzione, ma la sua attività principale fu quella di aiuto regista. In questo ambito, lavorò a fianco di alcuni grandi nomi del cinema di Hollywood, come Maurice Tourneur, Tod Browning, John M. Stahl, John Ford, James Whale, Gregory La Cava. Fu aiuto regista nel Dracula del 1931, Lo specchio della vita del 1934, L'impareggiabile Godfrey del 1936 e in un paio di film di Tarzan, Tarzan e le amazzoni (1945) e Tarzan e la donna leopardo (1946).
Scott Beal morì a Hollywood all'età di 83 anni, il 10 luglio 1973. È sepolto all'Inglewood Park Cemetery di Inglewood.

## Premi e riconoscimenti
- Oscar alla migliore aiuto regia (1934)

## Filmografia

### Aiuto regista
- Undine, regia di Henry Otto (1916)
- The Girl of My Dreams, regia di Louis Chaudet (1918)
- The Long Lane's Turning, regia di Louis Chaudet (1919)
- The Love Call, regia di Louis Chaudet (1919)
- The Blue Bonnet
- Zampe di gallina (The Kentucky Colonel), regia di William A. Seiter (1920)
- The Brute Master, regia di Roy Marshall (1920)
- The Isle of Lost Ships, regia di Maurice Tourneur (1923)
- Torment, regia di Maurice Tourneur (1924)
- The White Moth, regia di Maurice Tourneur (1924)
- Her Sister from Paris, regia di Sidney A. Franklin (1925)
- Classified, regia di Alfred Santell (1925)
- Dracula, regia di Tod Browning (1931)
- Iron Man, regia di Tod Browning (1931)
- Corsa alla vanità (Bought!), regia di Archie Mayo (1931)
- Il dottor Miracolo (Murders in the Rue Morgue), regia di Robert Florey (1932)
- Night World, regia di Hobart Henley (1932)
- La donna proibita (Back Street), regia di John M. Stahl (1932)
- L'aeroporto del deserto (Air Mail), regia di John Ford (1932)
- Solo una notte (Only Yesterday), regia di John M. Stahl (1931)
- Lo specchio della vita (Imitation of Life), regia di John M. Stahl (1934)
- There's Always Tomorrow, regia di Edward Sloman (1934)
- Lady Tubbs, regia di Alan Crosland (1935)
- The Raven, regia di Louis Friedlander (Lew Landers) (1935)
- Una notte d'oblio (Remember Last Night?), regia di James Whale (1935)
- Nobody's Fool, regia di Arthur Greville Collins (1936)
- L'impareggiabile Godfrey (My Man Godfrey), regia di Gregory La Cava (1936)
- Tarzan e le amazzoni (Tarzan and the Amazons), regia di Kurt Neumann (1945)
- Target Tokyo - documentario (1945)
- Renegades of the Rio Grande, regia di Howard Bretherton (1945)
- Tarzan e la donna leopardo (Tarzan and the Leopard Woman), regia di Kurt Neumann (1946)
- Piccolo cuore (Banjo), regia di Richard Fleischer (1947)

### Regista
- Just Like a Woman, co-regia di Hugh McClung (1923)
- Straight from the Heart (1935)
- Convicts at Large, co-regia di David Friedman (1938)

### Attore
- The Sacrifice, regia di Harry A. Pollard - cortometraggio (1914)
- Jane, the Justice, regia di Harry A. Pollard - cortometraggio (1914)
- Cupid's Touchdown, regia di Frank Beal - cortometraggio (1917)

## Galleria d'immagini

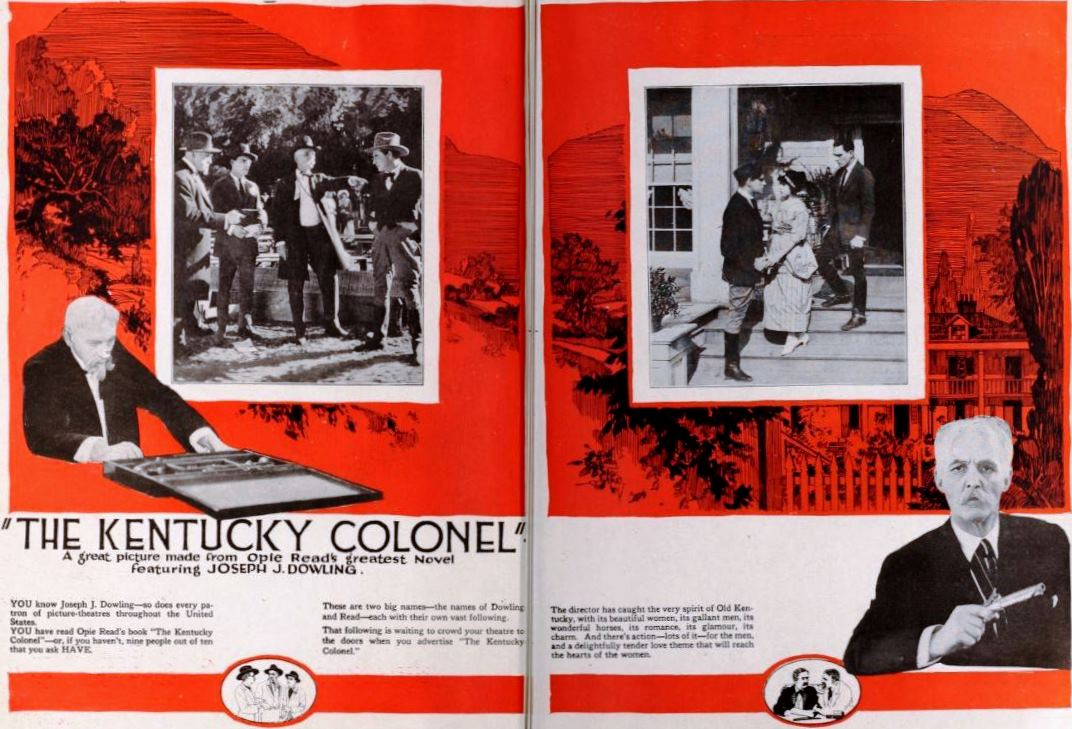
Zampe di gallina (1920)
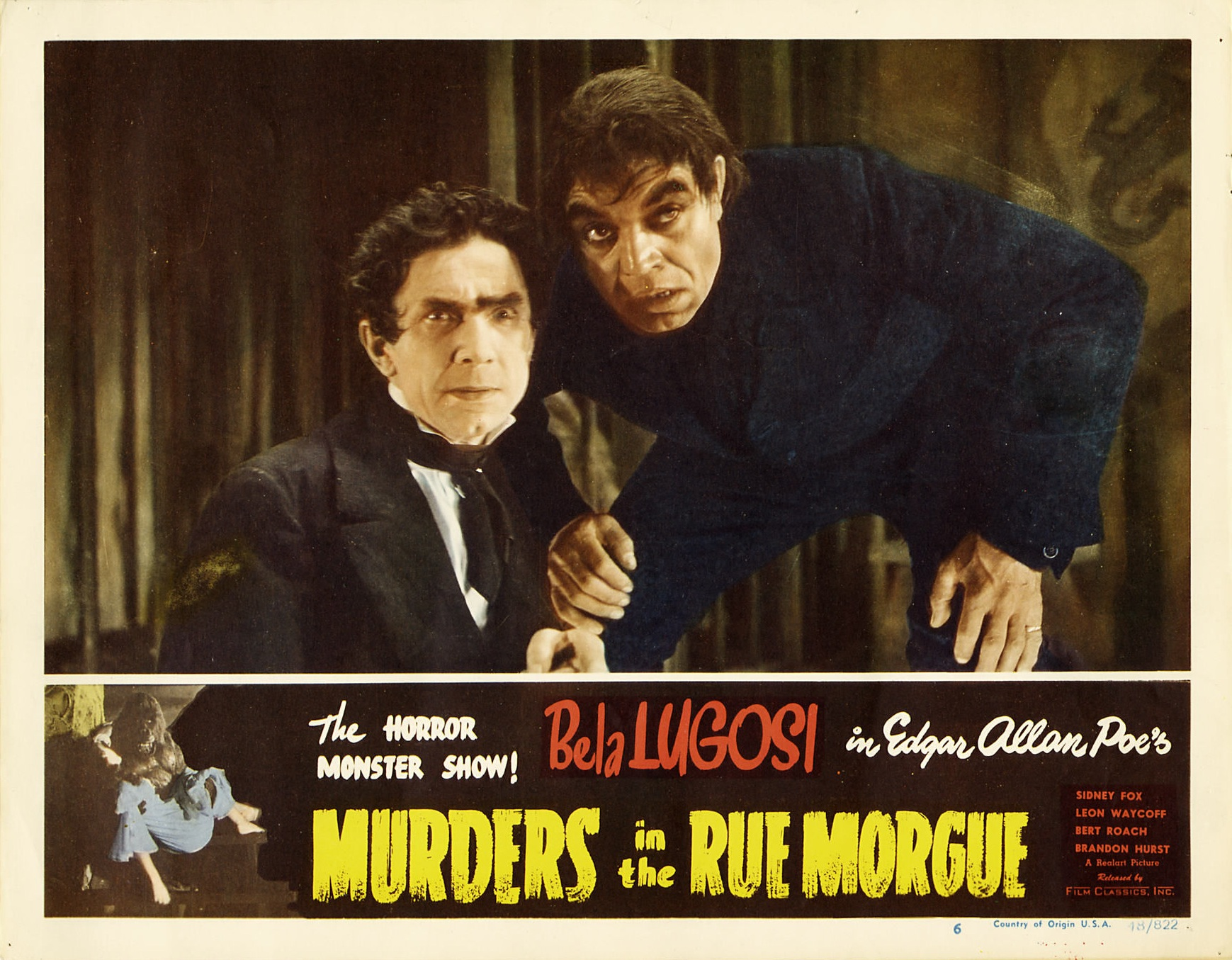
Il dottor Miracolo (1932)
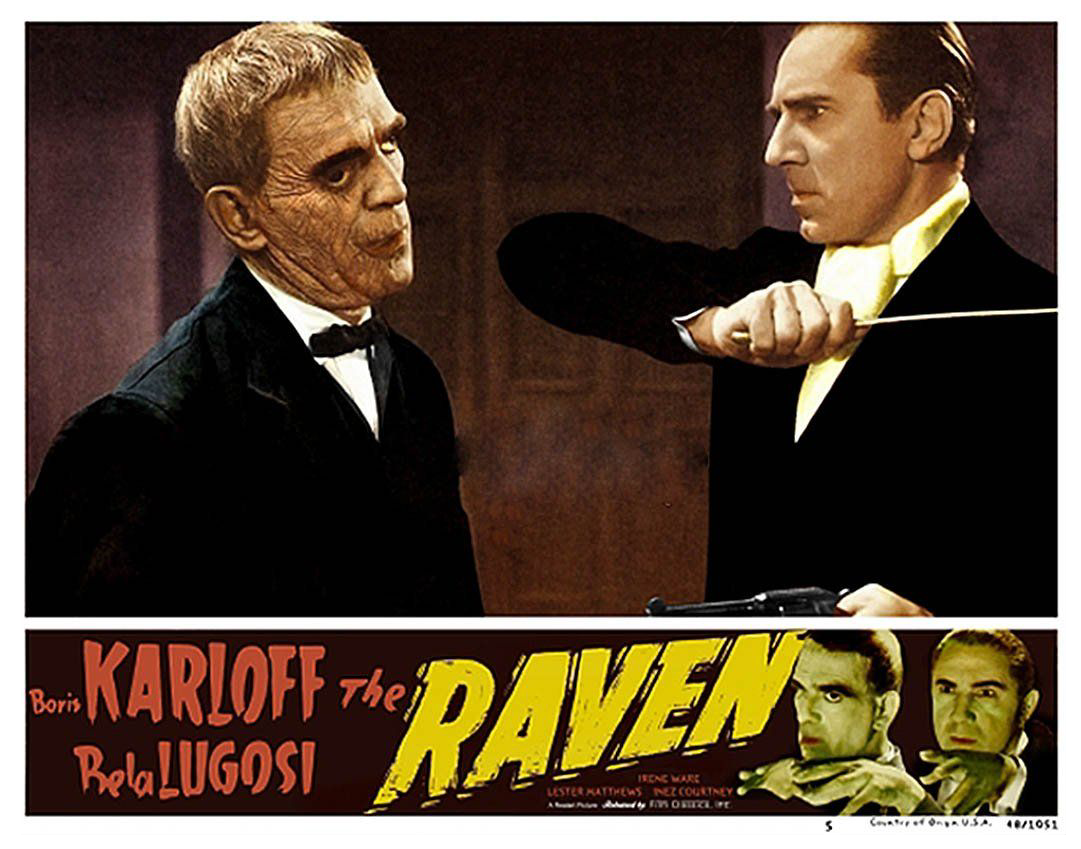
The Raven (1935)
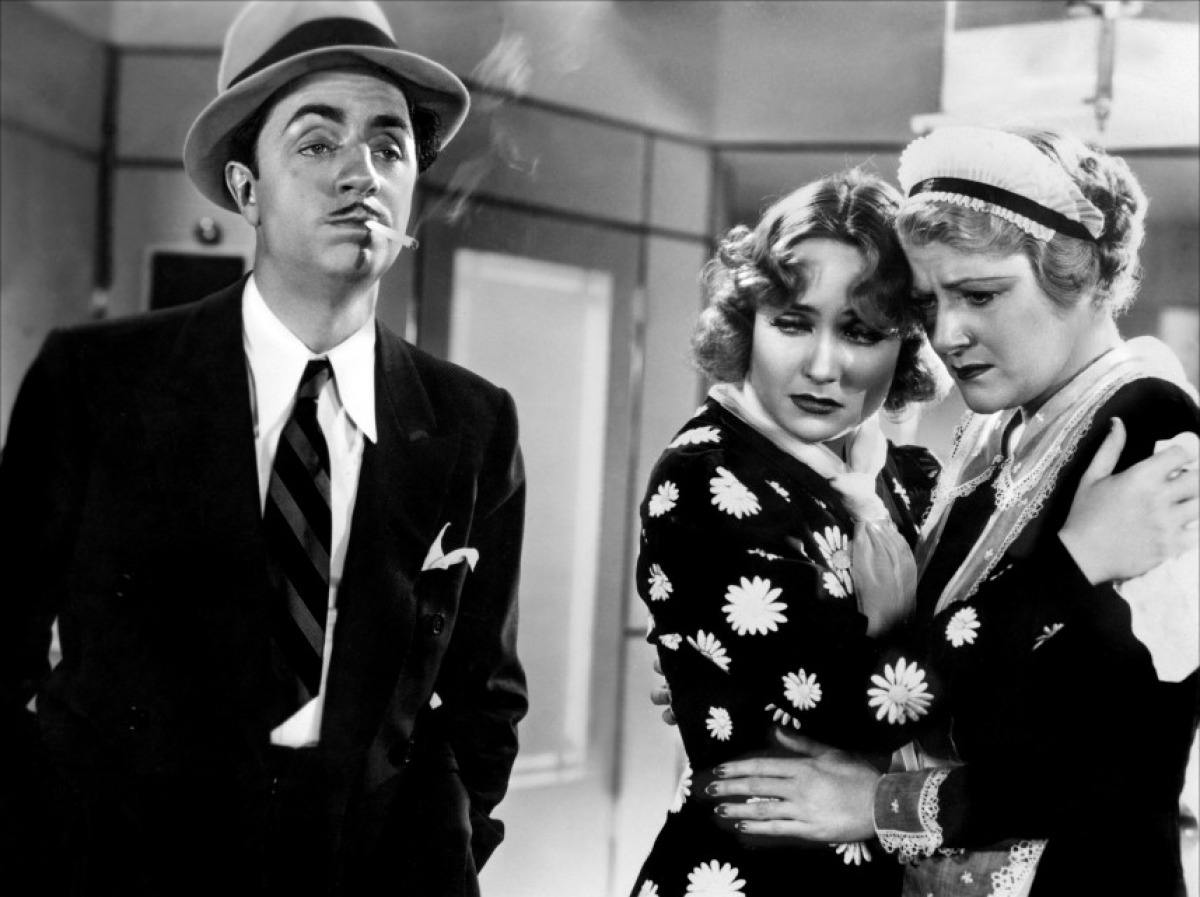
L'impareggiabile Godfrey (1936)